# كيف سقينا الفولاذ
كيف سقينا الفولاذ (بالروسية: Как закалялась сталь, Kak zakalyalas' stal' ) هي رواية من الواقع الاشتراكي للكاتب الأوكراني الشهير نيكولاي أوستروفسكي (1904 _ 1936) خلال فترة حكم ستالين ويلعب فيها بافل كورتشاجين الشخصية المركزية. وقد تحولت الرواية إلى فيلم ، وترجمت إلى 52 لغة حول العالم.

## روابط خارجية
- كيف سقينا الفولاذ على موقع الموسوعة البريطانية (الإنجليزية)